# Конио (Империја)
Конио је насеље у Италији у округу Империја, региону Лигурија.
Према процени из 2011. у насељу је живело 122 становника. Насеље се налази на надморској висини од 622 м.